# 足立区立鹿浜第一小学校
足立区立鹿浜第一小学校（あだちくりつしかはまだいいちしょうがっこう）は、東京都足立区谷在家2丁目にある公立小学校。

## 沿革
- 1966年（昭和41年）
  - 4月1日 - 鹿浜小学校から独立し、開校。開校時点の学級数12、児童数383名。
  - 9月30日 - 開校記念式典挙行し、この日（9月30日）を開校記念日と定めた。
- 1967年（昭和42年）10月10日 - 校歌制定。
- 1968年（昭和43年）6月20日 - 第三期工事竣工（普通教室4、図工・家庭科室）。
- 1971年（昭和46年）9月9日 - 学区域変更し、学級編成が25学級・児童数999名となる。
- 1972年（昭和47年）
  - 3月7日 - 体育館落成式挙行。
  - 3月18日 - 本校併設の学童保育クラブ舎完成。
  - 3月31日 - 北側校地追加買収。
  - 5月1日 - 北門・東門および北側校庭整備完成。
- 1974年（昭和49年）2月15日 - プール完成。
- 1975年（昭和50年）
  - 2月20日 - 西門完成。
  - 3月31日 - 子鹿園完成。
- 1976年（昭和51年）
  - 2月25日 - 第五期工事竣工（普通教室6）。
  - 4月1日 - 「なかよし学級」開設。
- 1979年（昭和54年）
  - 9月10日 - 給食室改築し、物資搬入門設置。
  - 11月30日 - 校内都市ガス化、教室のガス暖房化。家庭科教室改修。
- 1980年（昭和55年）5月28日 - 3教室増築。
- 1981年（昭和56年）9月10日 - 陶芸小屋新設。
- 1982年（昭和57年）
  - 3月31日 - 体育館に便所新設。
  - 4月1日 - 本校の分校皿沼小学校開設。
- 1985年（昭和60年）
  - 8月31日 - 校舎内外装改修工事完了。
  - 11月9日 - 創立20周年記念式典挙行。
- 1989年（平成元年）3月27日 - 散水栓工事完了。
- 1991年（平成3年）1月20日 - 屋上に校名板取付。
- 1992年（平成4年）12月24日 - 空教室等リニューアル工事（ランチルーム・多目的ルーム・和室等）。
- 1993年（平成5年）12月15日 - 放送室を移動し、更新。
- 1994年（平成6年）9月20日 - 屋上改修工事。
- 1995年（平成7年）
  - 9月20日 - 給水管工事完了。
  - 10月21日 - 創立30周年記念式典挙行。
- 1996年（平成8年）
  - 3月27日 - ガス管改修工事完了。
  - 11月20日 - ガスストーブ取り替え工事完了。
- 1997年（平成9年）3月21日 - 南門改修工事完了。
- 1998年（平成10年）10月31日 - 耐震工事完了。
- 1999年（平成11年）9月30日 - 下水管の直結工事完了。
- 2001年（平成13年）5月14日 - 学校図書館ボランティア事業導入。
- 2002年（平成14年）4月1日 - 図書館を3階に移動し、整備。
- 2005年（平成17年）10月29日 - 創立40周年記念式典挙行。
- 2007年（平成19年）
  - 1月30日 - 防犯カメラ設置。
  - 7月1日 - 普通教室冷暖房化完了。
- 2008年（平成20年）
  - 5月20日 - しかいちキッズパレット開設。
  - 9月30日 - トイレ改修工事完了。
- 2009年（平成21年）2月28日 - 校庭改修工事完了。
- 2010年（平成22年）10月30日 - 体育館耐震補強工事完了。
- 2013年（平成25年）8月25日 - 校舎内装工事完了。
- 2014年（平成26年）10月31日 - 校庭改修工事完了。
- 2015年（平成27年）10月3日 - 創立50周年記念式典挙行。
- 2016年（平成28年）
  - 2月20日 - 特別支援教室改修工事完了。
  - 3月29日 - なかよし第2教室改修工事完了。
  - 4月1日 - 特別支援教室開室。
- 2017年（平成29年）
  - 4月 - 学習支援員配置。
  - 9月 - 校庭体育館照明のLED化完成。体育館音響設備改修。
- 2019年（令和元年）
  - 7月 - 自動音声装置設置。
  - 8月 - ICT教育環境整備。
  - 10月 - 緊急地震速報機設置。
- 2020年（令和2年）
  - 9月 - 体育館冷暖房機設置し、運用開始。
  - 11月 - 児童学習用PC配置。
- 2021年（令和3年）
  - 4月1日 - 特別支援学級増設（4学級）。
  - 8月 - 児童学習用PC配置。

## 児童数
2023年（令和5年）5月現在
| 学年 | 1年 | 2年 | 3年 | 4年 | 5年 | 6年 | なかよし （特別支援） | 合計 |
| ---- | --- | --- | --- | --- | --- | --- | --------------------- | ---- |
| 学級 | 3   | 3   | 3   | 3   | 2   | 2   | 4                     | 20   |
| 児童 | 93  | 94  | 80  | 79  | 79  | 75  | 31                    | 531  |

## 教育目標
- ◯よく考え進んでやりぬく子
- ◯あかるく強くたくましい子
- ◯みんな仲よく助け合う子

## 通学区域
出典
- 谷在家1丁目（全域）
- 谷在家2丁目（全域）
- 谷在家3丁目（全域）
- 鹿浜7丁目（全域）
- 鹿浜8丁目（全域）

## 進学先中学校
出典
- 足立区立鹿浜菜の花中学校 - 谷在家2丁目（全域）・谷在家3丁目（19番まで）・鹿浜7丁目（全域）・鹿浜8丁目（20番まで）から通う児童の主な進学先
- 足立区立西新井中学校 - 谷在家1丁目（全域）から通う児童の主な進学先
- 足立区立加賀中学校 - 谷在家3丁目（20番以降）・鹿浜8丁目（21番以降）から通う児童の主な進学先

## 学校周辺
- 足立区立谷在家公園
- 赤城神社
- コモディイイダ鹿浜店
- ローソン足立谷在家二丁目店
- ローソンストア100足立鹿浜店
- デイリーヤマザキ足立谷在家月の友店
- 本応寺
- マツモトキヨシ江北店

## アクセス
- 東武バスセントラル「西07」で、「谷在家公園」停留所より、
  - 西新井駅西口行のりばから、徒歩約245m・約4分。
  - 鹿浜都市農業公園行のりばから、徒歩約365m・約6分。
- 国際興業バス「赤23」・「赤23-3」・「赤48-2」の各系統で、「東京北部病院」停留所より、
  - 1番のりばから、徒歩約400m・約6分。
  - 2番のりばから、徒歩約360m・約6分。
- 足立区コミュニティバス「はるかぜ」「4号（区役所・鹿浜線）」で、「東京北部病院前」停留所より、
  - 鹿浜五丁目団地行のりばから、徒歩約480m・約8分。
  - 北千住駅西口行のりばから、徒歩約420m・約11分。
- 東京都交通局日暮里・舎人ライナー谷在家駅（西口）から、徒歩約680m・約11分。